# اچ‌ام‌اس دونکرک (دی۰۹)
اچ‌ام‌اس دونکرک (دی۰۹) (به انگلیسی: HMS Dunkirk (D09)) یک کشتی بود که طول آن ۳۷۹ فوت (۱۱۶ متر) بود. این کشتی در سال ۱۹۴۵ ساخته شد.
این کشتی در ۱۹ ژوئیه ۱۹۴۴ به آب انداخته شد.